# Светли (Татищевски район)
Светли (на руски: Светлый) е селище от градски тип в Русия, Саратовска област. Населението му към 1 януари 2018 е 12 816 души.